# Nordtangente (Basel)

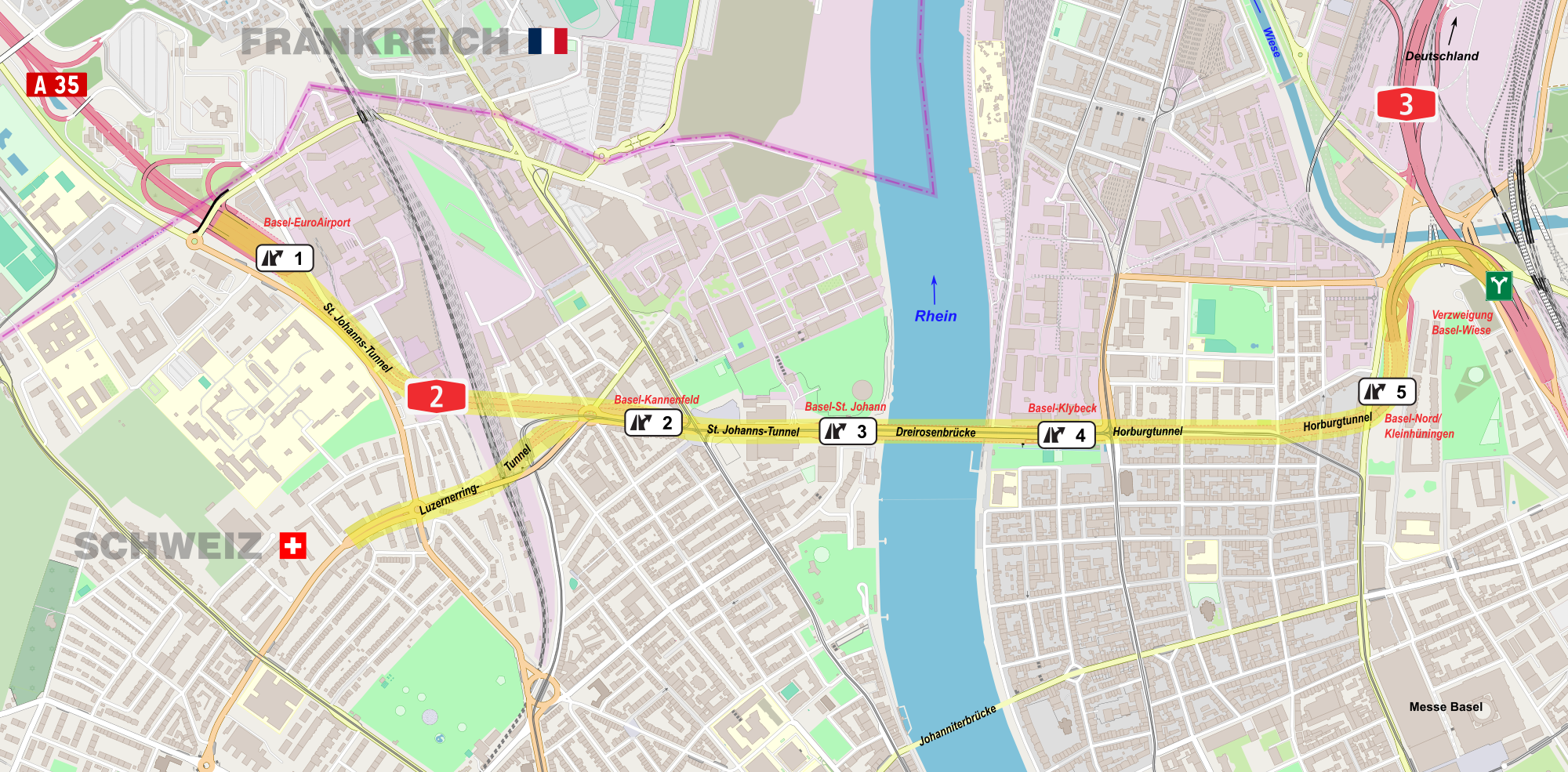
Verlauf der Nordtangente mit seinen Verkehrsbauwerken

Die Nordtangente ist eine Stadtautobahn in Basel und Teil der Autobahn A3. Sie verbindet die schweizerische Autobahn A2 mit der französischen A 35.

## Verlauf
Der Streckenabschnitt der Nordtangente zweigt von der A2 (Verzweigung Basel-Wiesen) auf dem Erlenmattgebiet nördlich des Badischen Bahnhofs Basel ab und verläuft über den 1999 fertiggestellten Horburgtunnel westwärts über die doppelstöckige Dreirosenbrücke. Der Stadtverkehr inklusive der Tram verläuft oberirdisch, der Autobahnverkehr verläuft im unteren Stockwerk. Nach der Dreirosenbrücke führt die Nordtangente über den ebenfalls 1999 fertiggestellten St. Johanns-Tunnel weiter westwärts unter dem verkehrsreichen Voltaplatz, der nordwestwärts nach Frankreich verläuft und dort am Grenzübergang Saint-Louis/Basel-St. Johann in die A 35 mündet. Westlich der Ausfahrt Basel-Kannenfeld gabelt sich der St. Johanns-Tunnel zusätzlich südwestwärts über den Luzernerring-Tunnel zum Luzernerring.
Von Osten nach Westen befinden sich auf dem Abschnitt der Nordtangente folgende Anschlussstellen:
- Ausfahrt Nr. 5: Basel-Nord / Kleinhüngingen
- Ausfahrt Nr. 4: Basel-Klybeck
- Ausfahrt Nr. 3: Basel-St. Johann
- Ausfahrt Nr. 2: Basel-Kannenfeld
- Ausfahrt Nr. 1: Basel-EuroAirport

## Geschichte
Nach einer rund 50-jährigen Planungs- und Baugeschichte wurde Mitte 2007 die Nordtangente für den Individualverkehr eröffnet. Die letzten Anschlussstellen wurden 2008 eröffnet. Bereits im ersten Jahr nutzten im Schnitt 70.400 Fahrzeuge pro Tag die Nordtangente, davon 4400 in der Abendspitze. Die vor der Eröffnung regelmässig verstopften Quartierstrassen wurden durch die Nordtangente um bis zur Hälfte vom Verkehr entlastet.
Die Baukosten der rund 3,2 Kilometer langen Strecke beliefen sich auf rund 1,55 Milliarden Schweizer Franken. Die Nordtangente ist somit das teuerste Strassenstück der Schweiz, das je gebaut wurde. Die hohen Kosten sind auf den vorwiegend unterirdischen Verlauf (87 % der Strecke) und die Rheinüberquerung zurückzuführen.

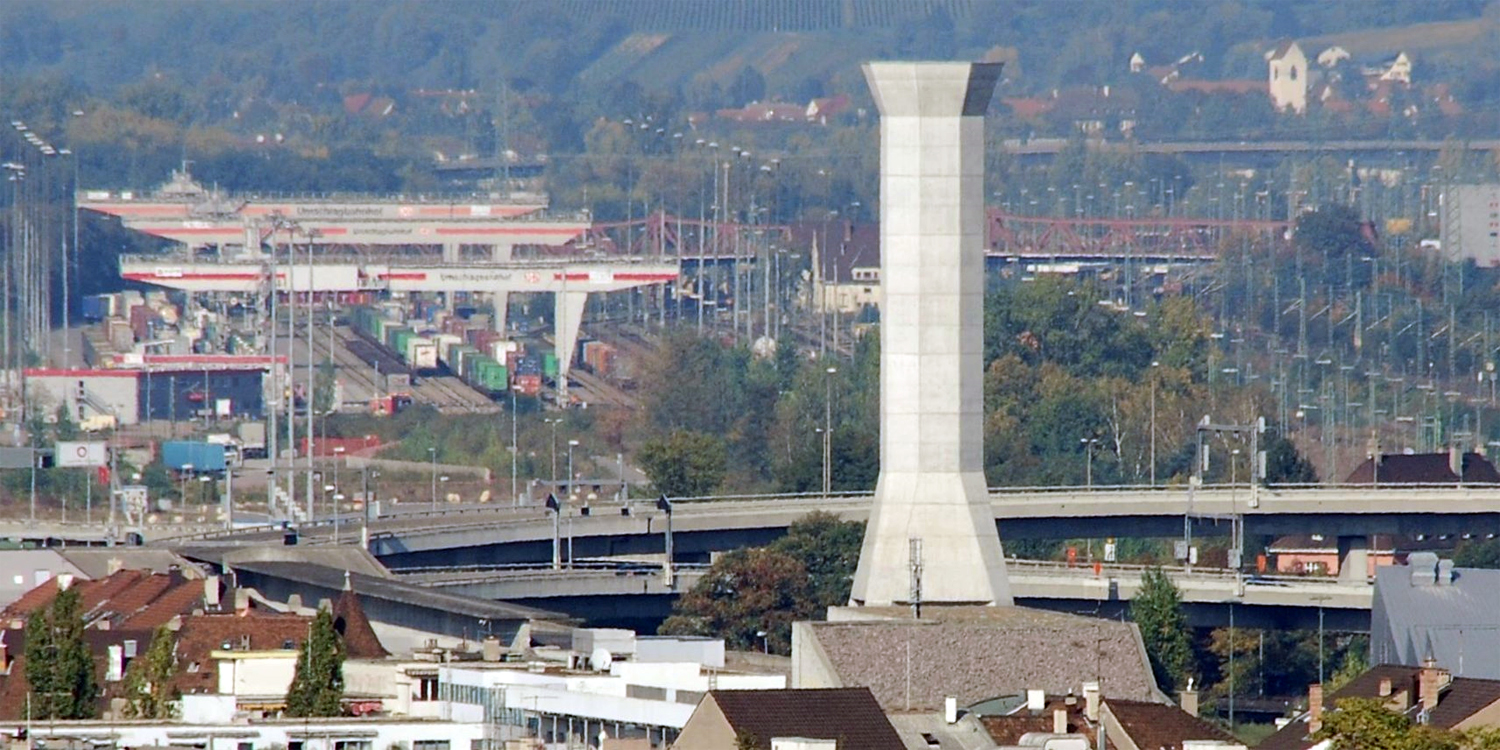
Ehemaliger Lüftungsschacht (2018 abgetragen) der Nordtangente

Ursprünglich waren für den Nordtangenten-Tunnel vier Lüftungstürme vorgesehen, von denen 1995 nur einer gebaut wurde. Die Lüftungsschächte waren wegen verringerter Schadstoffwerte der Dieselfahrzeuge unnötig geworden, auch die Ventilatoren im fertiggestellten 53 Meter hohen und 3,5 Mio. Franken teuren Betonturm wurden nie in Betrieb genommen und schliesslich wieder abgebaut. Der Abriss selbst erfolgte 2018 und kostete 700.000 Franken. Er wurde in mehreren Etappen durchgeführt. Tagsüber wurde jeweils eine Scheibe des Turms horizontal abgesägt. Der entstandene Betonring wurde dann nachts bei gesperrter Autobahnausfahrt von einem 500-Tonnen-Mobilkran heruntergehoben. Insgesamt wurden so fünf Abschnitte mit einem Gewicht zwischen 16 und 80 Tonnen abgetragen.
Mit dem Anschluss der französischen Autobahn A 35 an das schweizerische Nationalstrassennetz (Osttangente) wurde die Nordtangente für Fahrzeuge bis 3,5 Tonnen am 11. Juni 2007 vignettenpflichtig.

## Kritik
Manche Bewohner äusserten Kritik an der Neugestaltung der Oberfläche der Nordtangente.